# Агва Далси (Калифорнија)
Агва Далси (енгл. Agua Dulce) насељено је место без административног статуса у америчкој савезној држави Калифорнија.

## Демографија
По попису из 2010. године број становника је 3.342.
| Група             | 2000.    | 2010.         |
| Белци             | 0 (0,0%) | 2.524 (75,5%) |
| Афроамериканци    | 0 (0,0%) | 59 (1,8%)     |
| Азијати           | 0 (0,0%) | 78 (2,3%)     |
| Хиспаноамериканци | 0 (0,0%) | 611 (18,3%)   |
| Укупно            | 0        | 3.342         |